# Pissouri
Pissouri (griechisch Πισσούρι, türkisch Pisuri) ist eine Gemeinde im Bezirk Limassol in der Republik Zypern. Bei der Volkszählung im Jahr 2021 hatte sie 2047 Einwohner.

## Name
Es gibt mehrere Versionen der Herkunft des Namens des Dorfes: Die erste Version besagt, dass es sich um eine Ableitung der antiken Stadt Voosoura handelt, die laut dem historischen Geographen Strabon an der Grenze des Dorfgebiets liegt.
Eine andere Version besagt, dass Pissouri im zypriotischen Dialekt dunkel bedeutet. Einer Überlieferung nach ankerten 300 Agioi Alamaniis, die zur Ascesis aus Palästina nach Zypern kamen, in einer sehr dunklen Nacht in Pissouri. In einer anderen Überlieferung wird erwähnt, dass sich die Heiligen Väter, die in den frühen Jahren des Christentums verfolgt wurden, in dieser Gegend in einer dunklen Nacht trafen.
Die vorherrschende Version besagt, dass in der Gegend einst Teer produziert wurde und daher das Dorf seinen Namen erhielt. Pinienteer muss in der Gegend während der byzantinischen Zeit und während der fränkischen Zeit produziert worden sein.

## Lage und Umgebung

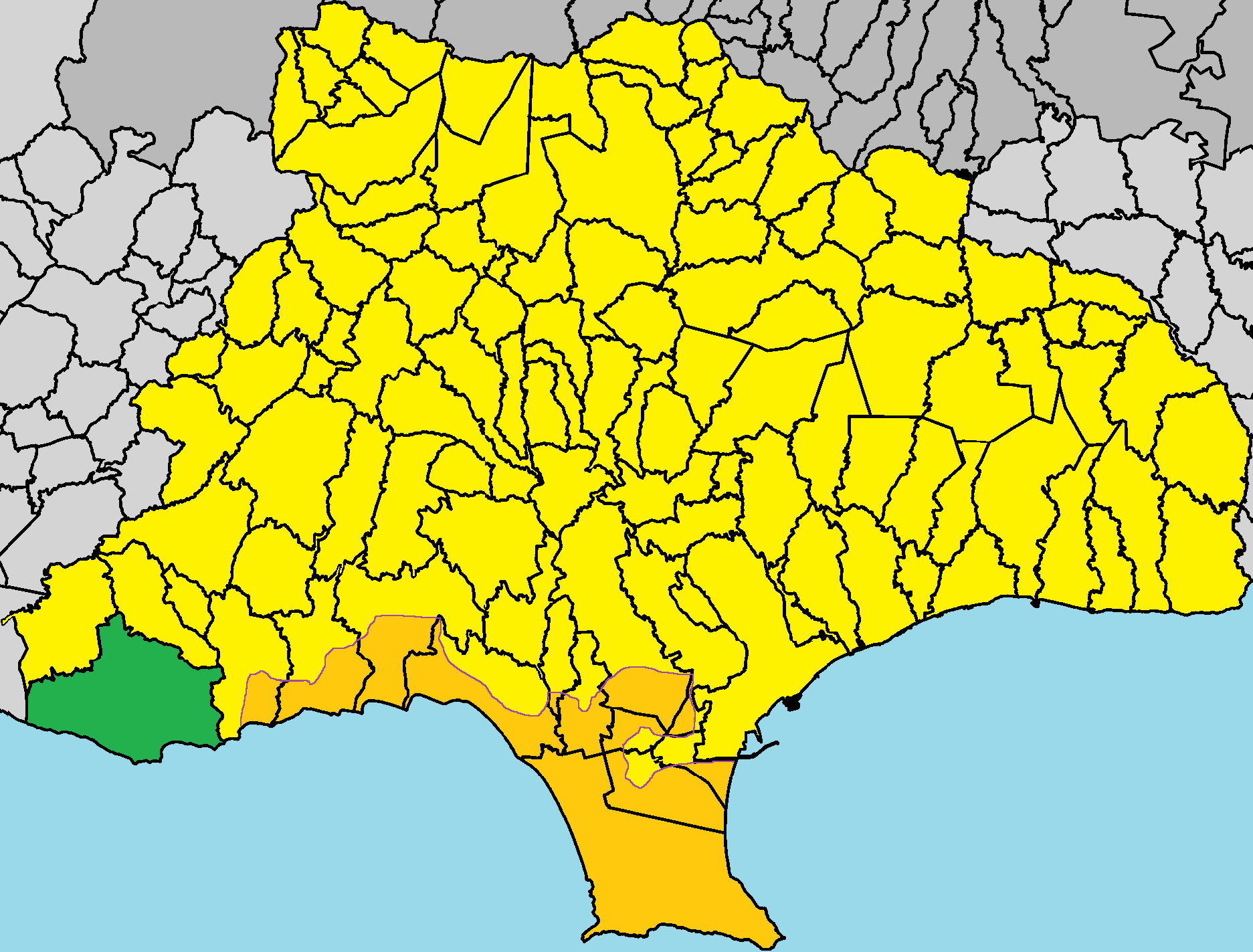
Lage im Bezirk Limassol

Pissouri liegt im Süden der Mittelmeerinsel Zypern auf einer Höhe von etwa 215 Metern, etwa 34 Kilometer westlich von Limassol und östlich von Paphos. Das 40,2437 Quadratkilometer große Dorf grenzt im Westen an Kouklia und Alektora, im Norden an Platanistia und im Osten an Avdimou. Die südliche Seite seines Verwaltungsgebietes ist das Meer, das für den Tourismus erschlossen wurde. Das Dorf kann über die Straßen A6 und B6 erreicht werden.
Die Anbaufläche des Dorfes umfasst hauptsächlich Trauben der Sorte Sultanina, die hauptsächlich in dem Tal produziert werden, das sich bis zur Pissouri-Bucht erstreckt. Angebaut werden auch Oliven, Johannisbrot und einige Mandeln.

## Geschichte
Pissouri existiert seit der byzantinischen Ära. Im Mittelalter war es ein kleiner Hafen, von dem aus Johannisbrot exportiert wurde. Nur Johannisbrotlager aus Stein sind erhalten geblieben, die in Restaurants und Wohnhäuser umgewandelt wurden. Darüber hinaus war das Dorf laut Florio Boustronius zwischen 1383 und 1385 ein Lehen von Joan de Lusignan. Zwischen 1464 und 1468 gehörte es zu Shore de Naves.

### Bevölkerungsentwicklung
| Jahr      | 1881 | 1891 | 1901 | 1911 | 1921 | 1931 | 1946 | 1960 | 1976 | 1982 | 1992 | 2001 | 2011 | 2021 |
| Einwohner | 482  | 537  | 607  | 695  | 872  | 956  | 1071 | 1072 | 1017 | 859  | 879  | 1033 | 1819 | 2047 |